# Katolička Crkva u Sloveniji
Katolička Crkva u Sloveniji je najbrojnija vjerska zajednica u Sloveniji, dio opće Katoličke Crkve u punom zajedništvu s Rimskom kurijom i papom. Prema podatcima iz 2015., u Sloveniji je bilo oko 1,52 mil. katolika (73,8% stanovništva). Država je podijeljena u 6 dijeceza, uključujući dvije nadbiskupije (ljubljansku i mariborsku). Slovenski biskupi okupljeni su u Slovenskoj biskupskoj konferenciji.

## Upravna podjela
- Ljubljanska nadbiskupija
  - Koparska biskupija
  - Novomeška biskupija
- Mariborska nadbiskupija
  - Celjska biskupija
  - Murskosobotska biskupija
- Vojni vikarijat

## Crkveni redovi
Prema Godišnjem izvješću SBK-a za 2015., na području Slovenije djelovalo je 12 muških i 17 ženskih redovničkih družbi i 6 svjetovnih instituta.

## Školstvo
U sklopu Katoličke Crkve u Sloveniji i preko njezinih pravnih osoba, djeluje jedan visokoškosli zavod (Katolički institut) i Teološki fakultet u Ljubljani, sastavnica Sveučilišta u Ljubljani. 
Prema podatcima iz 2015., Crkva je ravnala s deset studentskih domova, četiri đačka doma, četiri katoličke gimnazije, dvije katoličke osnovne škole, deset glazbenih škola i dvadeset vrtića.

## Karitativni rad
Prema podatcima iz 2015., Slovenski Caritas djelovao je u 459 župa, skrbeći za više od 106 000 ljudi u potrebi. Od 2005. do 2015., Caritas je podijelio 25 mil. kg hrane, s ukupnom vrijednosti svih podijeljenih dobara u iznosu 49 mil. eura. Caritas pomaže i nekoliko misija Crkve u Africi.
Crkva je 2004. vodila 12, a 2014. 15 staračkih domova.

## Laikat
Vijeće katoličkih laika Slovenije okupljalo je 2015. 27 laičkih organizacija, društava i pokreta.

## Statistike
| god.  | katolici  | udio u st. |
| ----- | --------- | ---------- |
| 2009. | 1 577 014 | 78,04%     |
| 2010. | 1 569 119 | 77,30%     |
| 2011. | 1 557 276 | 76,85%     |
| 2012. | 1 554 355 | 81,40%     |
| 2013. | 1 543 114 | 80,06%     |
| 2014. | 1 523 040 | 74,52%     |
| 2015. | 1 535 297 | 75,68%     |
| 2016. | 1 523 113 | 75,32%     |
| 2017. | 1 511 980 | 73,15%     |
| 2018. | 1 513 756 | 72,74%     |
| 2019. | 1 509 986 | 72,11%     |

Slovenska biskupska konferencija izdaje Godišnje izvješće Katoličke Crkve u Sloveniji za pojedinu godinu, po uzoru na Papinski godišnjak.
Prema Izvješću iz 2015., djelovalo je jedanaest nadbiskupa i biskupa, 1066 biskupijskih i redovničkih svećenika, 519 redovnica, 626 laika kateheta i katehistica te 29 stalnih đakona.

## Vanjske poveznice
- (slov.) Službena stranica Katoličke crkve u Sloveniji
- (engl.) Podaci sa stranice catholic-hierarchy.org